# Mühlenberg (Hannover)
Mühlenberg ([myːlənbɛɐ̯k] ⓘ) ist ein Stadtteil im Südwesten von Hannover im Bezirk Ricklingen. Einige Bereiche des Stadtteils gelten als sozialer Brennpunkt.

## Lage
Mühlenberg liegt auf dem gleichnamigen langgestreckten Hügel mit einer Höhe von bis zu 83 m ü. NHN. Die namensgebende, ehemalige Wettberger Mühle steht auf der Südseite des Hügels bereits im Stadtteil Wettbergen. Der Stadtteil wird begrenzt im Norden durch die Bückeburger Allee (B 65), im Osten durch die Hamelner Chaussee (B 217), im Süden die IGS Mühlenberg und den Pater-Kolbe-Gang und im Westen durch die Stadtgrenze zu Ronnenberg-Empelde. Ende 2022 lebten in Mühlenberg 7589 Menschen, davon 3781 weiblichen und 3808 männlichen Geschlechts.

## Geschichte

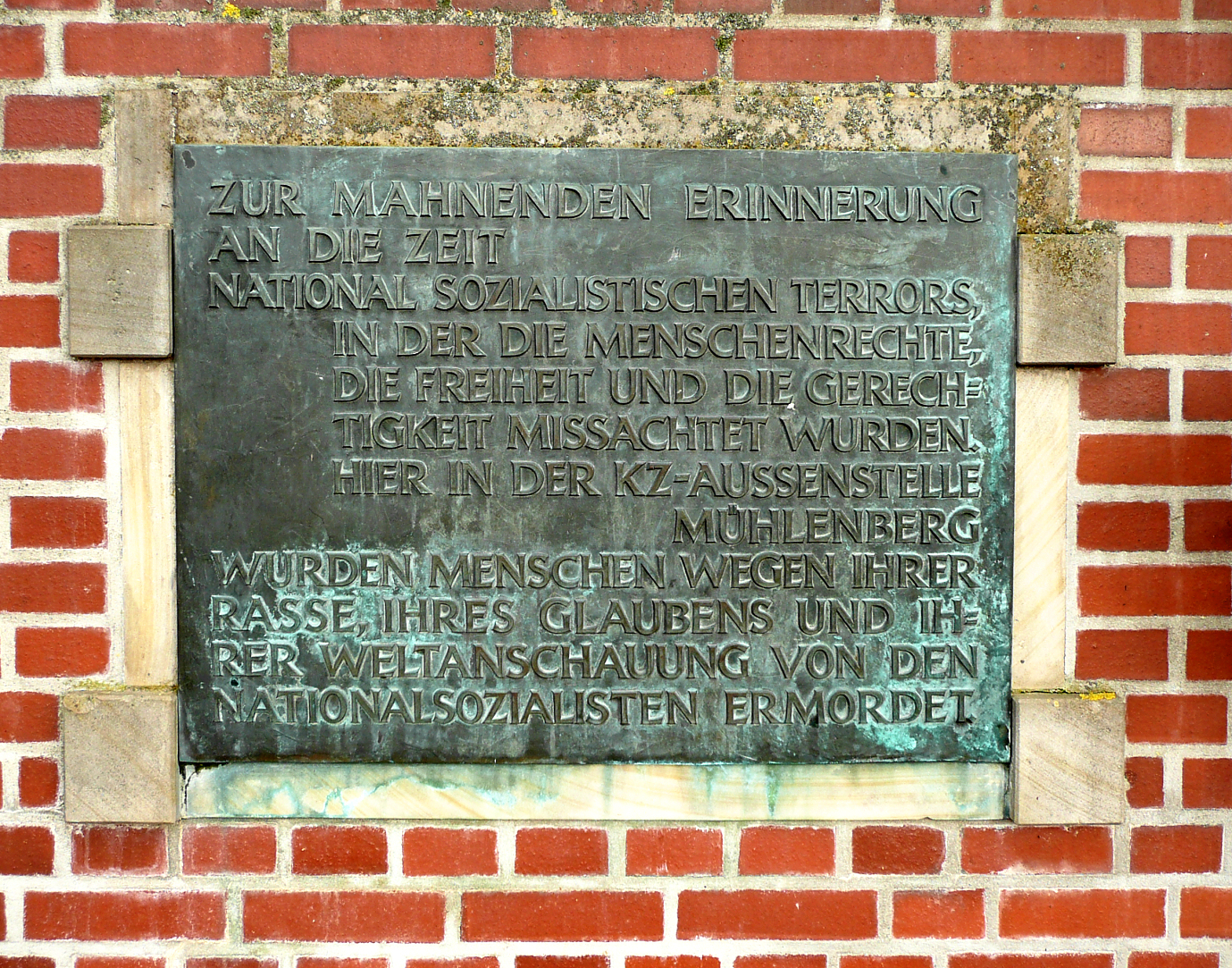
Gedenktafel für das frühere KZ-Außenlager Hannover-Mühlenberg

Von Februar 1945 bis zum 6. April 1945 befand sich auf dem Hügel das KZ-Außenlager Hannover-Mühlenberg. In der Nachkriegszeit wurde daraus das Mühlenberglager als Unterkunft für Kriegsflüchtlinge und Obdachlose. Auch wegen des KZs wurden am Mühlenberg später sämtliche Straßen nach Widerstandskämpfern gegen den Nationalsozialismus und Opfern des Nationalsozialismus benannt, darunter beispielsweise Stauffenberg, Anne Frank, Bonhoeffer, Ossietzky, Scholl, Delp und Beck. Die letzten Baureste wurden 1960 entfernt.
Nach einem Beschluss des Rates der Stadt Hannover aus dem Jahr 1963 entstand der Stadtteil Mühlenberg nach Plänen des Architekten Fritz Eggeling in den 1960er Jahren. Es wurden zunächst Reihenhäuser und für die damalige Zeit modern und offen mit weitläufigen Grünanlagen umgeben angelegten viergeschossigen Eigentums- und Mietwohnungen erbaut, denen in den 1970er Jahren zahlreiche Hochhäuser im Stile von Großwohnsiedlungen folgten. Die ursprünglichen Pläne einer noch größeren Trabantenstadt wurden später verworfen.

## Freizeit, Infrastruktur und Bildung

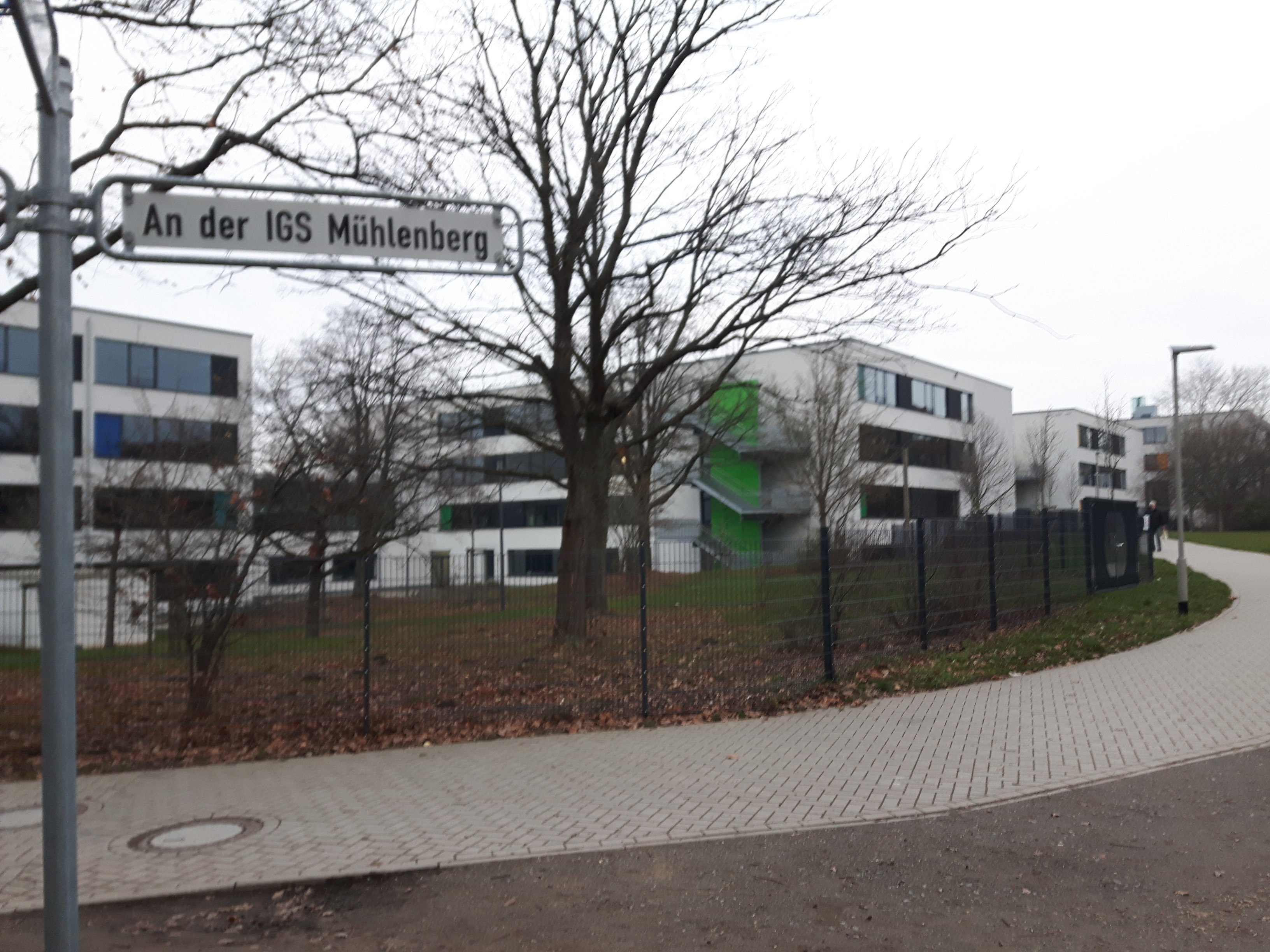
Leonore-Goldschmidt-Schule (IGS Mühlenberg), 2018

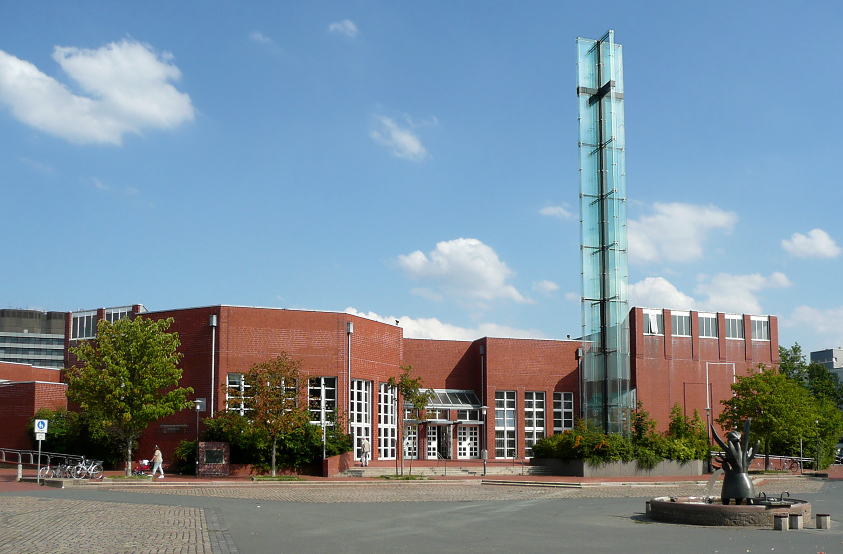
Ökumenisches Kirchencentrum Mühlenberg mit dem Expo-Glaskreuz

Der Wohnwert und die Lebensqualität des Stadtteils werden durch mehrere Faktoren aufgewertet. Dies sind die Stadtrandlage mit einem von parkartigen Grünflächen umgebenen Teich, eine integrierte Gesamtschule für rund 2000 Schüler, das Freizeitheim Weiße Rose (nach der Widerstandsgruppe Weiße Rose benannt), ein Jugendzentrum, Anschlüsse an die Stadtbahn und einen Busbahnhof, ein ökumenisches Kirchenzentrum sowie eine Fußgängerzone mit Geschäften und einem Marktplatz sowie die Stadtbibliothek. Weitere Angebote ergeben sich aus der Bezirkssportanlage, einem großen Sportverein und einem Bahnengolfplatz.
Zudem gibt es mehrere Kitas, eine Grundschule und diverse soziale Angebote; ein Spielhaus, einen sozial betreuten Nachbarschaftstreff mit Mittagstisch, Hausaufgabenhilfe und Internetcafé und eine Beratungsinfrastruktur für Migranten. Außerdem befinden sich im Stadtteil Mühlenberg zwei große Verwaltungsgebäude des e.on-Konzerns. Ein Teil des Mühlenbergs gilt nicht als sozialer Brennpunkt, sondern eher als durchschnittsbürgerliches Wohnumfeld. Er wird auch nach dem sozialen Kollaps des Gesamtstadtteils noch von Menschen aus der Mittelschicht bewohnt. Dieser Teil befindet sich hauptsächlich in Richtung zur Stadtgrenze nach Empelde hin und beinhaltet den Delpweg, die Bonhoefferstraße und den unteren Teil der Leuschnerstraße. Auch Teile der Straßen Reichweinweg, Julius-Leber-Weg, Schollweg und Ossietzkyring gelten noch als bürgerlich. In diesen Bereichen gibt es viele Einfamilienhäuser und Eigentumswohnungen. Knapp 1000 der rund 3000 Mühlenberger Haushalte können als nicht brennpunkttypisch bezeichnet werden, darunter auch ein Hochhausblock. Dazu zählt das in den 1970er Jahren als richtungsweisend für urbanes Leben geltende Terrassenhaus Bonhoefferstraße mit rund 200 überwiegend größeren Eigentumswohnungen.
In den 2010er Jahren wurde das Gebäude der integrierten Gesamtschule Mühlenberg aus dem Jahr 1973, das viele Einrichtungen des Stadtteils beherbergte, schrittweise vollständig abgerissen und durch einen Neubau ersetzt. Nach dem Neubau bekam die IGS den Namen der Pädagogin Leonore Goldschmidt und heißt nun offiziell „Leonore Goldschmidt Schule – IGS Mühlenberg“.
Die U-Bahn-Station Mühlenberger Markt ist neben der U-Bahn-Station Brabeckstraße in Bemerode die einzige U-Bahn-Station außerhalb des Innenstadt-Tunnelnetzes. Dort fahren die Stadtbahnlinien 3 und 7 sowie einige Buslinien.
| Linie | Verlauf | Takt                                       |
| ----- | --- | ------------------------------------------ |
| 3     | Altwarmbüchen – Paracelsusweg – Noltemeyerbrücke – Vier Grenzen – Lister Platz – Hauptbahnhof – Kröpcke – Markthalle/Landtag – Waterloo – Allerweg – Bahnhof Linden/Fischerhof – Wallensteinstraße – Mühlenberger Markt – Wettbergen              | 10 min (werktags) 15 min (sonn-/feiertags) |
| 7     | Misburg – Schierholzstraße – Paracelsusweg – Noltemeyerbrücke – Vier Grenzen – Lister Platz – Hauptbahnhof – Kröpcke – Markthalle/Landtag – Waterloo – Allerweg – Bahnhof Linden/Fischerhof – Wallensteinstraße – Mühlenberger Markt – Wettbergen | 10 min (werktags) 15 min (sonn-/feiertags) |

## Bevölkerung
Ende 2022 lebten in Mühlenberg 7589 Einwohner, 2014 waren es knapp 6700.
Das Durchschnittsalter liegt mit 38,6 Jahren weit unter dem Durchschnittsalter Hannovers. 26,2 % der Bewohner sind unter 18 Jahren, was der höchste Wert in Hannover ist. Der Seniorenanteil ist mit etwa 23 % durchschnittlich. Mit 2,3 Personen hat Mühlenberg die größte durchschnittliche Haushaltsgröße in Hannover.
In Mühlenberg haben 79,6 % der Bewohner einen Migrationshintergrund, von denen 50,2 % Ausländer sind. Nach Schätzungen der Stadt Hannover sprechen über 20 % zu Hause Arabisch.

## Entwicklung zum sozialen Brennpunkt

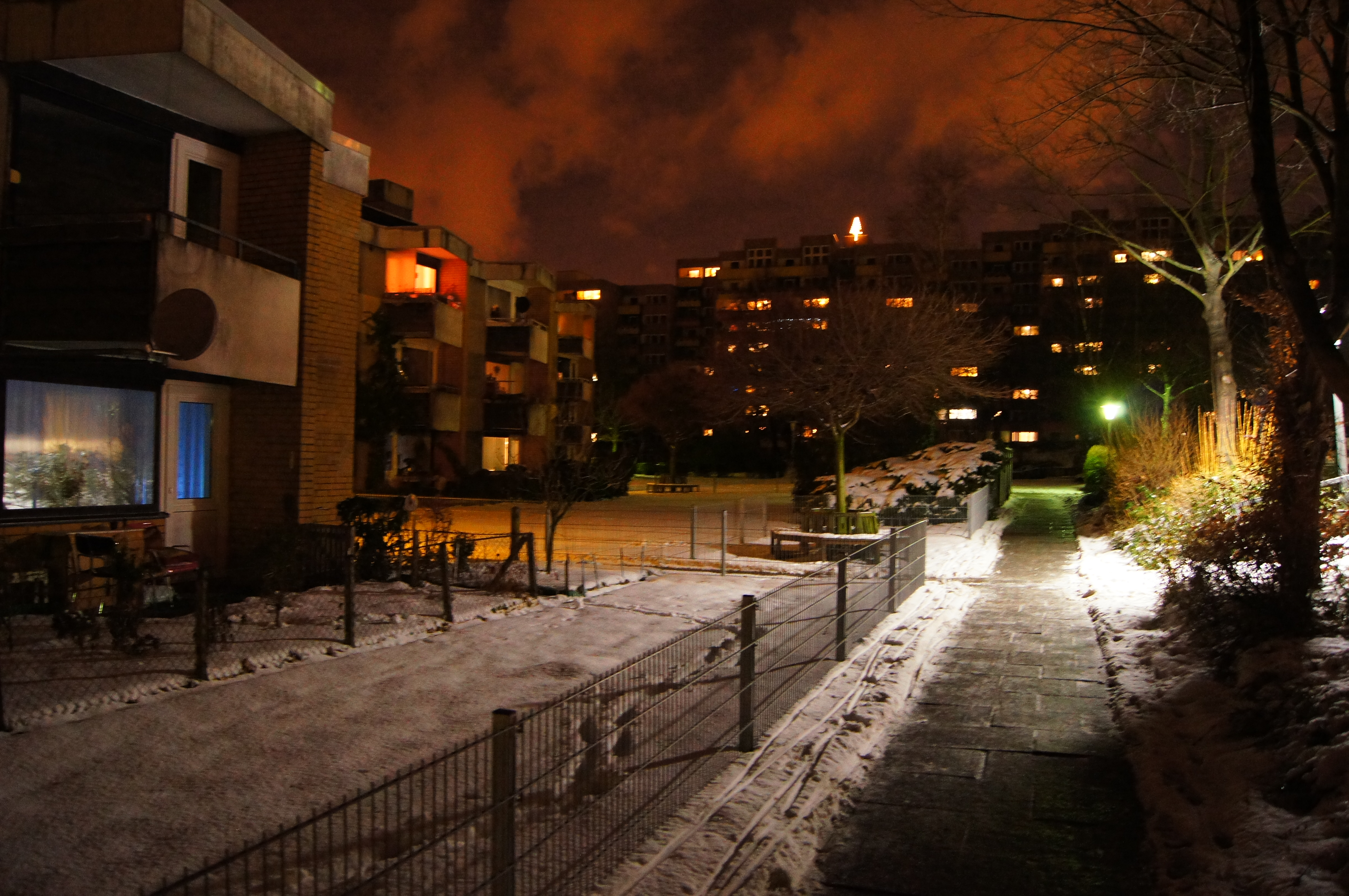
Wohnbebauung bei Nacht in Mühlenberg

Nachdem der 1963 gegründete Stadtteil in den Anfangsjahren als moderner neuer Stadtteil im Grünen teilweise recht beliebt war und viele einheimische Familien aus der Mittelschicht anzog, kippte das soziale Gefüge in den 1980er Jahren. Einige Wohnblöcke wurden zu einer Adresse für Menschen, die nirgendwo anders Wohnraum bekommen konnten oder ihn als erste und Durchgangsstation in Deutschland nutzen. Dieser Teil des Stadtteils hat sich zu einem sozialen Brennpunkt entwickelt.
Der Canarisweg mit rund 600 Wohnungen in einem langgezogenen Hochhausblock, der zu allen Seiten von Schnellstraßen umgeben quasi vom übrigen Mühlenberg abgetrennt ist, zählt zu den problematischsten Gebieten der Stadt. Im Dezember 2019 wurde bekannt, dass die städtische Hanova 216 Wohnungen am Canarisweg von Vonovia kaufen will.
Der Stadtteil als Ganzes weist in fast allen Sozialdaten negative Rekordwerte auf. So erhielten am 31. Dezember 2017 über 66 % der Haushalte mit Kindern und Jugendlichen Transferleistungen, die mit großem Abstand höchste Kinderarmutsquote der Stadt. Insgesamt empfangen etwa die Hälfte der Bewohner Transferleistungen. Mühlenberg hatte im Dezember 2022 mit 20,8 % die höchste Arbeitslosenquote in Hannover.